# Tour della nazionale maschile di rugby a 15 dell'Australia 1992
Nel 1992, la nazionale australiana di rugby a 15, campione del mondo si recò in tour prima in Sudafrica, poi a fine stagione in Europa.

## In Sudafrica
Nel 1992 l'Australia visita il Sudafrica per la prima volta dopo molti anni. Il risultato principale è la netta vittoria nel test match.
| Potchefstroom 11 agosto 1992 | Western traansvaal | 13 – 46 | Australia XV | Olën Park |

| Pretoria 14 agosto 1992 | Northern Transvaal | 17 – 24 | Australia XV | Loftus Versfeld |

| Port Elizabeth 18 agosto 1992 | Eastern Province | 8 – 34 | Australia XV |  |

| Arbitro: | David Bishop |

| |            | |
| | mt         | Campese, Carozza 2 |
| | tr         | Lynagh |
| Botha | c.p.       | Lynagh 3 |
| 15.Theo van Rensburg 14.James Small 13.Danie Gerber 12.Pieter Muller 11.Pieter Hendriks 10.Naas Botha (cap) 9.Robert du Preez 8.Jannie Breedt 7.Ian Macdonald 6.Wahl Bartmann 5.Adolf Malan 4.Adri Geldenhuys 3.Lood Muller 2.Uli Schmidt 1.Johann Styger sostituti: Drikus Hattingh | Formazioni | 15.Marty Roebuck 14.David Campese 13.Jason Little 12.Tim Horan 11.Paul Carozza 10.Michael Lynagh 9.Nick Farr-Jones (cap) 8.Tim Gavin 7.David Wilson 6.Willie Ofahengaue 5.John Eales 4.Rod McCall 3.Ewen McKenzie 2.Phil Kearns 1.Tony Daly |

## In Europa
| Dublino 17 ottobre 1992 | Leinster | 11 – 38 | Australia XV | Lansdowne Road |

| Limerick 21 ottobre 1992 | Munster     | 22 – 19 | Australia XV | Thomond Park\| Arbitro: \| M. Desclaux \| |
| Arbitro:                 | M. Desclaux |         |              |                                           |

| Belfast 24 ottobre 1992 | Ulster | 11 – 35 | Australia XV | Ravenhill |

| Galway 27 ottobre 1992 | Connacht Rugby | 6 – 14 | Australia XV | Sports Ground |

| Arbitro: | Ed Morrison |

| |            | |
| Wallace | mt         | Campese, Horan Kelaher, Little, McKenzie |
| | tr         | Roebuck 4 |
| Russell 4 | c.p.       | Roebuck 3 |
| 15.Jim Staples 14.Simon Geoghegan 13.Phil Danaher (cap) 12.Vince Cunningham 11.Richard Wallace 10.Peter Russell 9.Fergus Aherne 8.Philip Lawlor 7.Gordon Hamilton 6.Brian Robinson 5.Paddy Johns 4.Mick Galwey 3.Paul McCarthy 2.John Murphy 1.Nick Popplewell Non entrati : Colin Wilkinson Jim Galvin Rob Saunders Kelvin Leahy Keith Wood | Formazioni | 15.Marty Roebuck 14.David Campese 13.Jason Little 12.Tim Horan 11.Paul Carozza 10.Michael Lynagh (cap) 9.Peter Slattery 8.Tim Gavin 7.David Wilson 6.Willie Ofahengaue 5.John Eales 4.Rod McCall 3.Ewen McKenzie 2.Phil Kearns 1.Dan Crowley Non entrati : Anthony Ekert Damian Smith David Nucifora Matt Ryan Troy Coker |

| Swansea 4 novembre 1992 | Swansea RFC | 21 – 6 | Australia XV | St. Helen's |

| Cardiff 7 novembre 1992 | Galles B | 11 – 24 | Australia XV | National Stadium |

| Neath 11 novembre 1992 | Neath RFC | 8 – 16 | Australia XV |  |

| Llanelli 14 novembre 1992 | Llanelli RFC | 13 – 9 | Australia XV | Stradey Park |

| Ebbw Vale 17 novembre 1992 | Monmouthshire | 9 – 19 | Australia XV |  |

| Arbitro: | Alan Spreadbury |

| |            | |
| | mt         | Campese, McCall, Wilson |
| | tr         | Roebuck |
| Stephens 2 | c.p.       | Roebuck 2 |
| 15.Mike Rayer 14.Ieuan Evans (cap.) 13.Mike Hall 12.Scott Gibbs 11.Wayne Proctor 10.Colin Stephens 9.Robert Jones 8.Stuart Davies 7.Richard Webster 6.Emyr Lewis 5.Tony Copsey 4.Gareth Llewellyn 3.Hugh Williams-Jones 2.Garin Jenkins 1.Mike Griffiths sostituti: Alan Reynolds Non entrati : Rupert Moon Adrian Davies Nigel Meek John Davies | Formazioni | 15.Marty Roebuck 14.David Campese 13.Jason Little 12.Tim Horan 11.Paul Carozza 10.Paul Kahl 9.Peter Slattery 8.Tim Gavin 7.David Wilson 6.Willie Ofahengaue 5.Garrick Morgan 4.Rod McCall 3.Ewen McKenzie 2.Phil Kearns (cap.) 1.Dan Crowley sostituti: Troy Coker Non entrati : Anthony Ekert Tim Kelaher Damian Smith David Nucifora Matt Ryan |

| Bridgend 24 novembre 1992 | Welsh Students | 6 – 37 | Australia XV |  |

| Londra 28 novembre 1992 | Barbarians | 20 – 30 | Australia XV | Twickenham |